# Келян, Урсула
Урсула Келян(-Липец) (пол. Urszula Kielan(-Lipiec); род. 10 октября 1960, Отвоцк, Мазовецкое воеводство) — польская прыгунья в высоту, призёр чемпионатов Европы в помещении, призёр Кубка Европы, серебряный призёр летних Олимпийских игр 1980 года в Москве, многократная рекордсменка Польши.

## Карьера
Серебряный (1979, Вена, 185 см) и бронзовый (1978, Милан, 188 см;  1980, Зиндельфинген, 193 см; 1981, Гренобль, 194 см) призёр чемпионатов Европы в помещении. Бронзовый призёр Кубка Европы 1979 года в Турине (192 см). На Олимпиаде в Москве Келян, прыгнув на 194 см и превзойдя при этом олимпийский рекорд, заняла второе место, уступив итальянской спортсменке Саре Симеони (197 см).